# 夫蘭南群島燈塔
夫蘭南群島燈塔（英語：Flannan Isles Lighthouse）是位於蘇格蘭外赫布里底群岛夫蘭南群島莫爾島（Eilean Mòr）的燈塔，鄰近該島的最高點。最為知名的是發生於1900年的失蹤案。

## 歷史

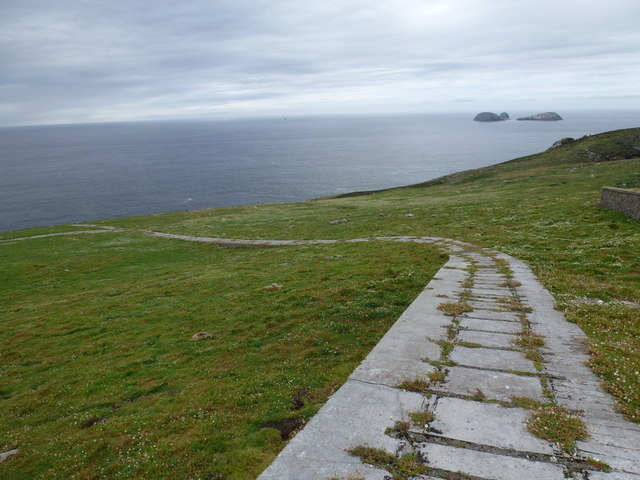
2012年的軌道遺跡

1600年，夫蘭主教（Bishop Flann）經過多年的傳教，決定在該島上安享晚年，大約十年後主教過世了，留下一座小教堂。燈塔建造於1895年至1899年間，高23公尺，由大衛·艾倫·史蒂文森為北方燈塔委員會（NLB）設計，共花費1899英鎊，包括建築、卸貨點、樓梯和軌道，這些建材都必須由45公尺高的懸崖運上來，燈塔於1899年12月7日完工。
1925年，該座燈塔是第一座收到來自岸邊無線電報訊號的蘇格蘭燈塔。1971年9月28日，燈塔自動化，同時為了在惡劣天候時補給而建造一個強化的混凝土直升机停机坪，能源來自燃燒乙炔氣體，可以照亮17海里（約31公里）的範圍。現在改由海岸電臺監控。

## 失蹤事件

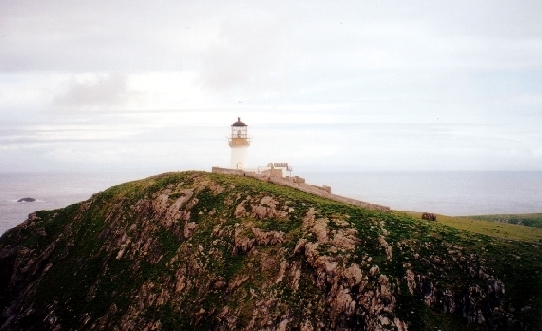
夫蘭南群島燈塔

首先發現異狀的是1900年12月15日經過的蒸汽船建築師號，正在費城往愛丁堡利斯的航程中，在航海日誌記載該燈塔沒有正常運作，當船抵達利斯立即告知NLB。補給艦赫斯珀洛斯號礙於劇烈天氣無法於12月20日如期啟航，最後直到12月26日才登島。當時的三名燈塔看守員分別是詹姆斯·杜卡特（James Ducat）、托馬斯·馬歇爾（Thomas Marshall）與唐納德·麥克阿瑟（Donald McArthur），還有另一位正在輪休因此不在島上。
當補給艦赫斯珀洛斯號抵達時發現幾件奇怪的事情，首先，旗桿上沒有升旗，沒有人擺放補給箱讓補給艦卸載補給品，更奇怪的是，沒有燈塔看守員出來迎接他們，船長試圖用汽笛呼叫和點火把引起注意然而無效。當船靠岸時，約瑟夫·摩爾（Joseph Moore）獨自下船查看，他發現大門閉鎖、床鋪雜亂而且時鐘壞了，摩爾帶著壞消息回到船上並找了一個同事和一個水手徹底搜查島嶼，進一步的搜查發現燈塔已經清理並重新加油，找到一些油布雨衣，推測是其中一人遺留在燈塔的，建築物或島上各處都沒有發現任何燈塔看守員的蹤跡。
摩爾與另三名水手留下來維持燈塔運作，補給艦則返航，摩爾發了一封電報給NLB，時間為1900年12月26日，他這樣寫道：
|  | 夫蘭南島發生了一件可怕的意外，三名燈塔看守員杜卡特、馬歇爾與麥克阿瑟從島上失蹤了…，時鐘都停止了，各種跡象顯示意外約發生於一周前，可憐的傢伙他們想必是被海浪捲下懸崖或是為了搶救起重機而溺水。 |

駐守島上的人翻遍島上每個角落找尋失蹤者的線索，發現東邊碼頭仍保持原狀，西邊碼頭受最近的暴風影響嚴重，一個高於海拔33公尺的箱子爆開物品散落一地、鐵欄杆折彎、鐵軌脫離混凝土基座、一塊重1頓的石頭移位、位於懸崖頂端海拔60公尺的草皮被撕開10公尺。

### 主管機關調查
1900年12月29日，NLB的主管羅伯特·繆爾黑德（Robert Muirhead）登島執行官方調查，繆爾黑德曾召募這三名失蹤者並認識他們。
他檢驗了留在燈塔的衣物，推論杜卡特和馬歇爾走下西邊碼頭，而麥克阿瑟離開時只穿著襯衣未穿外衣，他注意到不管是誰最後離開，這樣留著無人值勤違反NLB的規定。他也注意到西邊碼頭的損壞程度讓人難以置信。其中杜卡特與妻子育有四個孩子，而麥克阿瑟與妻子育有兩個孩子。

### 各種猜測
失蹤者遺體至今仍未尋獲，因此產生各式各樣的猜測，例如：海蛇帶走三人、他們乘船開啟新生活、被外國間諜綁架，當地則廣泛流傳「七名獵人的幽靈」（Phantom of the Seven Hunters）的傳說。十年過去，對事件的討論仍甚囂塵上。1912年詩人威爾弗里德·威爾遜·吉布森的民謠《Flannan Isle》描述當晚人走的匆忙，餐桌上留有未吃的晚餐。然而根據最先抵達的補給船船員摩爾所說，廚房的餐具收拾整潔，代表燈塔看守員必定是在吃完晚餐後才離開。
根據一個傳說，發現一本不尋常航海日誌的存在，據說馬歇爾在12月12日說這樣劇烈的暴風，我二十年來都沒見過，並提到杜卡特非常安靜而麥克阿瑟正在哭泣，然而麥克阿瑟是經驗豐富的水手，所以他不應該會因暴風而哭泣。12月13日的日誌紀錄暴風仍持續肆虐，三人正在祈禱，這也很奇怪，因為三人皆是經驗老到的燈塔看守員深知他們身處距海平面以上150英尺的建築物中，應該知道自己是很安全的，更怪的是，當時並無報告暴風產生。最後的日誌據說寫於12月15日，暴風停了，海平靜下來了，神是全能的。歷史學家邁克·達什為福泰時報的調查解釋了這些航海日誌是後人杜撰的。
接續的調查著重在島嶼的地形，西部碼頭有著往陸地凹進去的深溝，這種地形在暴風來襲或水位上漲海浪沖刷噴濺的水花力量大，也許當時麥克阿瑟看見大浪來襲，下去提醒其他人卻一起被長浪捲走。根據詹姆斯·洛夫的調查，馬歇爾在事件前不久因為讓大風沖走裝備被罰款5先令，有可能為了避免再被罰錢，馬歇爾和杜卡特冒著生命危險在暴風雨中拯救物資，因此被大浪捲走，至於第三位應該在燈塔值勤的組員，洛夫猜測麥克阿瑟為為提醒另兩人不慎一起落難，這種理論可以解釋他遺留下來的風衣和大外套。另一種理論基於沃爾特·阿爾德伯特（Walter Aldebert）的第一手經驗，阿爾德伯特在1953至1957年擔任該島的燈塔看守員，他相信其中一位看守被捲走後，另兩位同僚在尋找過程中被瘋狗浪給捲走。
其他的猜測著重於失蹤者本身，據稱，麥克阿瑟脾氣暴躁，也許他們在懸崖邊打架時掉下去，導致死亡。另一種猜測是，其中一名燈塔看守員發瘋，謀殺另兩個人，然後自己跳海自殺。

## 相關作品
- 1912年詩人威爾弗里德·威爾遜·吉布森（英语：Wilfrid Wilson Gibson）的民謠《Flannan Isle（英语：Flannan Isle）》講述三名燈塔看守員失蹤的無影無蹤。
- 1977年《異世奇人》第15季《Horror of Fang Rock（英语：Horror of Fang Rock）》劇情靈感來自該事件。[20]
- 2004年遊戲《Dark Fall II: Lights Out（英语：Dark Fall II: Lights Out）》部分靈感來自該事件。
- 2018年電影《黑夜看守人（英语：The Vanishing (2018 film)）》改編自這起事件。[21]
- 2019年電影《燈塔》的原型並非來自此事件，而是斯莫爾斯燈塔事故（英语：Smalls Lighthouse）。[22]